# Cyclocosmia
Cyclocosmia is een geslacht van spinnen uit de familie valdeurspinnen (Ctenizidae).
Er zijn zeven soorten die in één oogopslag te herkennen zijn aan het opvallende achterlijf. Het achterlijf is net als bij andere spinnen bolvormig maar eindigt abrupt in een verticaal geplaatste, dikke en platte plaat. Het achterlijf lijkt hierdoor in tweeën te zijn gehakt, het uiteinde is plat en heeft iets weg van een munt doordat de schijfvormige plaat een eigenaardig reliëf heeft. Met de plaat aan de achterzijde van het achterlijf sluit de spin de opening van zijn woontunnel af.

## Soorten
- Cyclocosmia lannaensis Schwendinger, 2005
- Cyclocosmia latusicosta Zhu, Zhang & Zhang, 2006
- Cyclocosmia loricata (C. L. Koch, 1842)
- Cyclocosmia ricketti (Pocock, 1901)
- Cyclocosmia siamensis Schwendinger, 2005
- Cyclocosmia torreya Gertsch & Platnick, 1975
- Cyclocosmia truncata (Hentz, 1841)